# Жан Карлос Бланко
Жан Карлос Бланко е колумбийски футболист на ЦСКА (София). Изявява се като централен нападател. Подписва с ЦСКА (София) на 14 декември 2017 г. но контракта му влиза през 2018 г. През лятото на 2018 г. е освободен от ЦСКА (София).